# 諾姆·詹金斯
諾姆·詹金斯（Noam Jenkins，？—）是加拿大的一位演員、配音演員和導演。他最著名的作品是在2014年遊戲《看門狗》中擔任Aiden Pearce的配音演員，以及在《菜鳥警察》中飾演Jerry Barber角色。